# Hochhebungseigenschaft
Die Hochhebungseigenschaft (englisch Lifting property) ist ein Begriff aus der Kategorientheorie. Er bezeichnet eine Eigenschaft zweier Morphismen. Sie spielt eine wichtige Rolle in der Theorie der Modellkategorien. Ein wichtiger Spezialfall der Hochhebungsseigenschaft ist die Homotopie-Hochhebungseigenschaft aus der Topologie.

## Definition
Zwei Morphismen {\displaystyle m\colon A\to X} und {\displaystyle p\colon B\to Y} in einer Kategorie {\displaystyle \mathbf {K} } haben die Hochhebungseigenschaft, notiert {\displaystyle m\downarrow p}, falls für jeden Morphismus {\displaystyle f\colon A\to B} und {\displaystyle g\colon X\to Y} in {\displaystyle \mathbf {K} } mit {\displaystyle p\circ f=g\circ m} ein Morphismus {\displaystyle h\colon X\to B} existiert, genannt Hochhebung (en. Lift), so dass {\displaystyle h\circ m=f} und {\displaystyle p\circ h=g}.
Das heißt, für das mittels der durchgezogenen Linien dargestellte kommutative Diagramm existiert ein Morphismus {\displaystyle h\colon X\to B}, so dass folgendes Diagramm kommutiert:
Man sagt, {\displaystyle m} hat die linke Hochhebungseigenschaft und {\displaystyle p} die rechte Hochhebungseigenschaft.

### Erläuterungen
Wenn {\displaystyle h} eindeutig ist, nennt man {\displaystyle m} orthogonal zu {\displaystyle p} und schreibt {\displaystyle m\perp p}.
Seien {\displaystyle S,T\subseteq \mathbf {K} }, dann hat {\displaystyle S} die linke Hochhebungseigenschaft und {\displaystyle T} die rechte Hochhebungseigenschaft, geschrieben {\displaystyle S\downarrow T}, wenn für alle {\displaystyle f\in \operatorname {hom} (S)},{\displaystyle g\in \operatorname {hom} (T)} gilt {\displaystyle f\downarrow g}.
Für ein {\displaystyle S\subseteq \mathbf {K} } lassen sich somit die Mengen der zu {\displaystyle S} links bzw. rechts orthogonalen definieren:
{\displaystyle {\begin{aligned}S^{\perp \ell }&:=\{i\mid \forall p\in S,i\perp p\}\\S^{\perp r}&:=\{p\mid \forall i\in S,i\perp p\}\end{aligned}}}

## Beispiele
- In der Kategorie der Mengen {\displaystyle \mathbf {Set} } ist eine Funktion {\displaystyle p\colon B\to Y} genau dann injektiv, wenn sie die rechte Hochhebungseigenschaft bezüglich {\displaystyle !_{2}\colon 2\to 1} hat, und genau dann surjektiv, wenn sie die rechte Hochhebungseigenschaft bezüglich {\displaystyle !_{\emptyset }\colon \emptyset \to 1} hat.
- Sei {\displaystyle Y} ein topologischer Raum und {\displaystyle B} eine Überlagerung von {\displaystyle Y} mit Überlagerungsabbildung {\displaystyle p:B\to Y}. Sei {\displaystyle A} die einelementige Menge und {\displaystyle X:=[0,1]}, dann hat der Morphismus {\displaystyle m:A\to X}, der die einelementige Menge auf {\displaystyle \{0\}\in [0,1]} abbildet, die linke Hochhebungseigenschaft bezüglich {\displaystyle p}. Sei {\displaystyle g:X\to Y} ein Weg und {\displaystyle f:A\to B} Morphismus, der die einelementige Menge auf einen beliebigen Punkt {\displaystyle p^{-1}(g(0))\in B} abbildet, dann gibt es genau einen Morphismus {\displaystyle h:X\to B}, so dass das obige Diagramm kommutiert.